# Bella d'estate/Stella del nord
Bella d'estate/Stella del nord prodotta da Mauro Malavasi che cura gli arrangiamenti. è un singolo del cantautore pop italiano Mango, pubblicato come 45 giri nel 1987 dall'etichetta discografica Fonit Cetra.
Il disco ha avuto un grande successo, posizionandosi nell'agosto del 1987 alla quarta posizione dei singoli più venduti in Italia.

## I brani

### Bella d'estate
Scritto da Mango (musica) e Lucio Dalla (testo), è stato uno dei grandi successi dell'estate 1987 vendendo 2 milioni di copie; negli anni è diventato uno dei brani più popolari del cantautore, nonché una delle canzoni pop italiane più rappresentative degli anni ottanta. Originariamente, il testo di Bella d'estate venne ideato da Alberto Salerno e Armando Mango ma furono insoddisfatti del risultato. L'arrangiatore Mauro Malavasi, d’accordo con Alberto Salerno, affidò la stesura a Lucio Dalla, che realizzò la versione definitiva. Il brano è stato presentato in manifestazioni come Festivalbar, Azzurro e Vota la voce.
Nel 2008 viene cantata da Mango assieme ai Neri per Caso. Questa versione appare nell'album Angoli diversi del gruppo campano.
Nel 2020 il brano viene reinterpretato in due occasioni differenti: prima da Mika e Michele Bravi, che ne incidono una cover in duetto, e poi da Tiziano Ferro, nel disco Accetto miracoli: l'esperienza degli altri.
Nel 2023 diventa disco di platino per le vendite digitali.

### Stella del nord
Stella del nord è il lato B del singolo. Il brano, scritto da Mango ed Alberto Salerno, è anch'esso inserito nell'album. 
La versione originale, con un testo diverso dal titolo Goodbye My Love, era prevista per un album di inediti di Patty Pravo, dopo la rottura del contratto con la sua casa discografica per via di accuse di plagio che la cantante subisce in quel periodo, a causa del brano Pigramente signora. 
Tuttavia, la Pravo ha interpretato Goodbye My Love in alcune occasioni: durante il Contatto tour (1987) e nel Live Arena di Verona - Sold Out (2009).

## Versioni internazionali
Bella d'estate è stata incisa anche in spagnolo con il titolo Flor de verano ottenendo notevoli riscontri, inserita nella versione spagnola dell'album Adesso dal titolo Ahora. Il singolo venne pubblicato anche in Germania raggiungendo la seconda posizione dei singoli più venduti.

## Tracce
Lato A
1. Bella d'estate – 6:38 (Pino Mango - Lucio Dalla)

Durata totale: 6:38
Lato B
1. Stella del nord – 6:00 (Pino Mango - Alberto Salerno)

Durata totale: 6:00

## Formazione
- Mango - voce, cori
- Mauro Malavasi - tastiera, sintetizzatore, cori, arrangiamento
- Luca Malaguti - basso
- Lele Melotti - batteria

Produzione
- Mauro Malavasi – registrazione, produzione, missaggio, mastering

## Classifiche
| Classifica               | Posizione migliore |
| ------------------------ | ------------------ |
| Italia (FIMI)            | 3                  |
| Spagna (AFYVE)           | 4                  |
| Germania (Media Control) | 2                  |

### Classifiche di fine anno
| Classifica (1987) | Posizione |
| ----------------- | --------- |
| Italia            | 6         |